# Fumihito d'Akishino
Titres
Prince héritier du Japon
Depuis le 8 novembre 2020
(4 ans, 8 mois et 29 jours)
Héritier présomptif du trône du Japon
1er mai 2019 – 8 novembre 2020
(1 an et 6 mois)
Signature
Le prince Fumihito d'Akishino (秋篠宮 文仁 親王 殿下, Akishino-no-miya Fumihito shinnō denka) est un membre de la famille impériale japonaise, né le 30 novembre 1965 à l'hôpital de la Maison impériale, situé dans le jardin est du Kōkyo dans l'arrondissement de Chiyoda à Tokyo.
Il est le second fils de l'empereur Akihito et de l'impératrice Michiko, et est donc actuellement premier dans l'ordre de succession au trône du chrysanthème depuis l'avènement de son frère aîné Naruhito comme empereur le 1er mai 2019. Il prend officiellement le titre de prince héritier (Kōshi) le 8 novembre 2020.

## Biographie

### Naissance et titres
Au septième jour après sa naissance, le 6 décembre 1965, comme le veut la coutume, il est titré prince Fumihito d'Aya (礼宮 文仁 親王, Aya-no-miya Fumihito shinnō). Ces noms lui sont donnés, comme le veut la tradition, à partir d'un passage d'un des Classiques chinois, en l'occurrence du 15e vers du chapitre 12 des Analectes de Confucius qui dit : 子曰：“博学于文，约之以礼，亦可以弗畔矣夫！”, traduit en « Confucius dit : "L'homme bon étudie les lettres intensément et observe les rites, sans quoi il s'égare" ». On y retrouve les kanjis 文 (fumi, bun, « Lettres, lettre, écrits, littérature »), qui sert à former le prénom Fumihito, et 礼 (aya, rei, « rites, bienséance, politesse, courtoisie »), qui lui sert à former le titre Aya-no-miya.
Le même jour que sa remise de nom, il reçoit également son emblème personnel (お印, o-shirushi) : le tsuga (栂). 
Après son mariage le 29 juin 1990, il abandonne son titre d'enfance, Aya-no-miya, et est autorisé à fonder sa propre branche de la famille impériale. Son nouveau titre, prince d'Akishino (秋篠宮, Akishino-no-miya), est donc pris parmi les noms inusités de la famille impériale et renvoyant à une ancienne principauté territoriale, en l'occurrence le lieu-dit d'Akishino qui constitue aujourd'hui un quartier de l'antique capitale japonaise de Nara.

### Études et travaux de recherche
Après avoir passé sa scolarité dans la compagnie scolaire privée Gakushūin, autrefois accessible aux seuls enfants de l'aristocratie japonaise et qui reste toujours réservée à une élite dont les membres de la famille impériale, il sort diplômé en 1988 du département des sciences politiques de la faculté de droit de l'université Gakushūin. Il poursuit ensuite sa formation à l'étranger, au St John's College de l'université d'Oxford au Royaume-Uni, où il étudie la taxinomie des poissons entre 1988 et 1990, continuant ce qui semble désormais être une tradition pour les membres de la famille impériale, qui ont développé, à travers les empereurs Shōwa puis Akihito, un intérêt particulier pour l'océanographie et l'ichtyologie. Il contribue alors à l'introduction de Tilapia en Thaïlande comme source de protéine, et il a conservé de cette époque une passion pour les poissons-chats. Ses études sur les poissons l'ont poussé à se rendre en Thaïlande en 1989, 1992 et 1996.
Mais c'est vers l'ornithologie qu'il s'oriente finalement, et il reçoit en 1996 un Ph.D. de l'Université supérieure des études avancées d'Hayama dans la préfecture de Kanagawa, pour une thèse portant sur la « Phylogénie moléculaire de la volaille de jungle, le genre Gallus et l'origine monophylétique des volailles domestiques ». Ses recherches portent essentiellement sur l'histoire et l'évolution de la domestication des volailles et des poules par l'homme, plus particulièrement dans les régions d'Asie du Sud est où il a effectué plusieurs voyages d'investigation : en Indonésie en 1993 et 1994 dans le cadre de sa thèse, dans la province du Yunnan en République populaire de Chine en 1998, en Thaïlande en 2001, 2005 et 2007, et au Laos en 2001. Il a d'ailleurs développé d'importants liens avec la Thaïlande dans le cadre de ses recherches en ichtyologie et en ornithologie, et a ainsi reçu des doctorats honoris causa des universités Kasetsart et Burapha en 1995, de Khon Kaen en 1999, Srinakharinwirot et Chulalongkorn en 2001 et enfin de celle d'Ubon Ratchathani en 2003.
Il reste également un chercheur extraordinaire auprès du Musée de l'université de Tokyo, préside l'Institut Yamashina pour l'Ornithologie et l'Association japonaise des parcs zoologiques et aquariums, tout en étant le président honoraire de la WWF au Japon.

### Obligations officielles

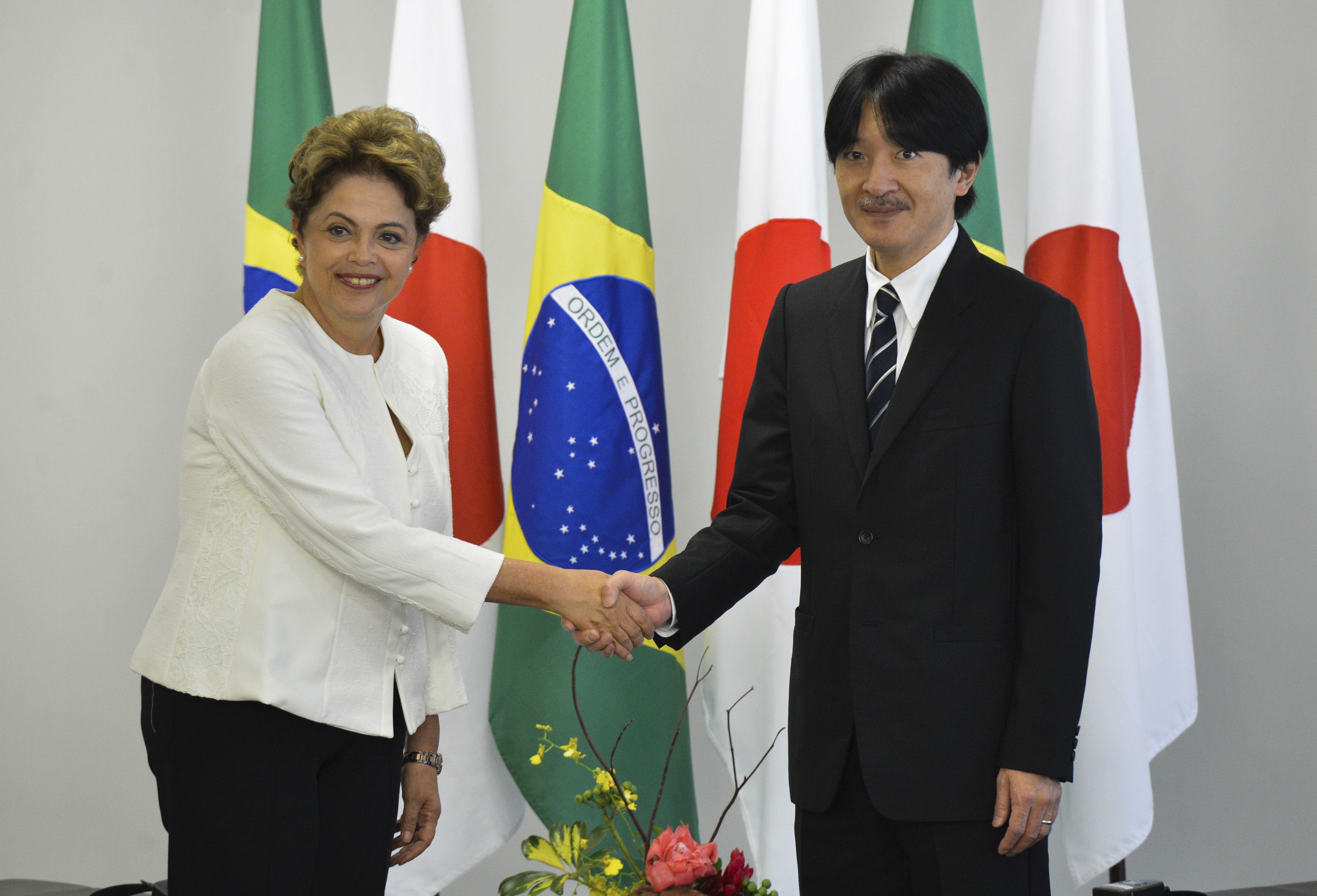
Le prince Fumihito avec la présidente du Brésil Dilma Rousseff, 2015.

En tant que fils puis frère de l'empereur, et second puis premier dans l'ordre de succession au trône, le prince d'Akishino et son épouse sont présents chaque année aux apparitions officielles de la famille impériale au balcon du Kōkyo à l'occasion du Tennō Tanjōbi (jour de l'anniversaire de l'empereur et fête nationale japonaise, le 23 décembre pour l'empereur Akihito puis le 23 février pour l'empereur Naruhito) et du Nouvel An japonais, entre autres. Ils sont également chargés d'assister à un certain nombre de manifestations dans le pays, notamment celles du Umi no hi (le jour de la mer, en juillet), le festival national équestre des lycées, le festival national de nettoyage de la ville ou encore les festivals nationaux des sports d'hiver.
Il a également représenté son pays à plusieurs reprises lors de voyages à l'étranger. Son premier déplacement officiel eut lieu en novembre 1989 au Liechtenstein pour assister aux funérailles du prince François-Joseph II. Il a ainsi visité plus de 25 pays, et est le président honoraire de la Société Japon - Pays-Bas.

### Prince héritier du Japon
Depuis l'abdication de son père Akihito et l'avènement de son frère aîné Naruhito le 1er mai 2019, le prince Fumihito est premier dans l'ordre de succession au trône du chrysanthème, et donc destiné à devenir le 127e empereur du Japon. Son frère l'empereur n'a eu qu'une fille unique, la princesse Aiko de Toshi, et n'a donc pas d'héritier légitime en raison de la loi de la maison impériale qui interdit aux femmes de régner. Après lui c'est son fils, le prince Hisahito, qui sera appelé à monter sur le trône. Il est officiellement proclamé prince héritier du Japon et prend ainsi le titre de Kōshi lors de la cérémonie officielle d'intronisation qui se tient le 8 novembre 2020 au palais impérial. La cérémonie avait été initialement prévue le 19 avril mais avait été reportée à cause de la pandémie de coronavirus. 

## Mariage et famille

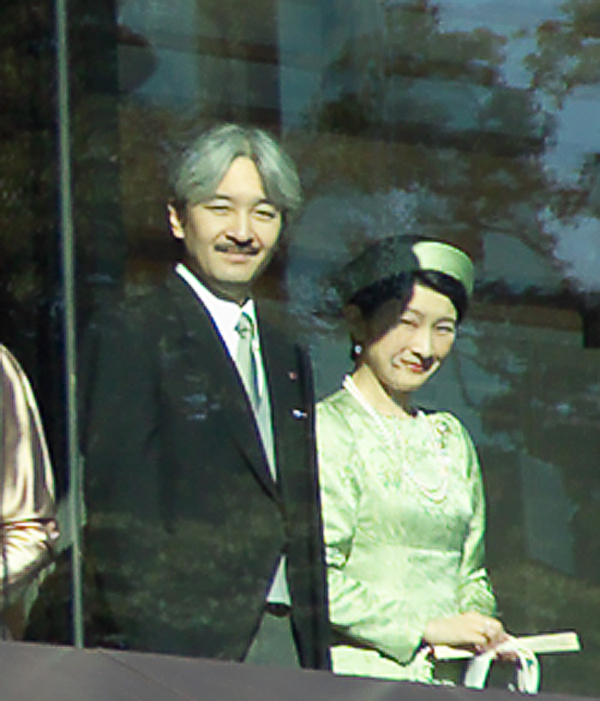
Le prince Fumihito et la princesse Kiko.

Le prince d'Akishino rencontre lors de ses études à Gakushūin sa future épouse, Kiko Kawashima, la fille de Tatsuhiko Kawashima, professeur d'économie de l'université Gakushūin, qui étudie alors la psychologie. Si sa première demande en mariage date du 26 juin 1986, leur union ne reçoit le consentement du Conseil impérial que le 12 septembre 1989. La cérémonie des fiançailles est célébrée le 12 janvier 1990, et le mariage le 29 juin 1990.
Le prince et la princesse d'Akishino ont deux filles et un fils :
1. Mako d'Akishino (秋篠宮 眞子 内親王 殿下, Akishino-no-miya Mako naishinnō denka?), née le 23 octobre 1991. Elle est l'aînée des petits-enfants de l'empereur Akihito ;
2. Kako d'Akishino (秋篠宮 佳子 内親王  殿下, Akishino-no-miya Kako naishinnō denka?), née le 29 décembre 1994 ;
3. Hisahito d'Akishino (秋篠宮 悠仁 親王 殿下, Akishino-no-miya Hisahito shinnō denka?), né le 6 septembre 2006. Deuxième dans l'ordre de succession au trône, il est l'héritier mâle qu'attendaient les Japonais, et le premier garçon à être né au sein de la famille impériale depuis le prince Fumihito lui-même en 1965.

Le prince d'Akishino et sa famille résident dans le Palais détaché d'Aoyama, au sein du complexe palatial du domaine d'Akasaka dans l'arrondissement de Minato à Tokyo, depuis le décès de son précédent locataire, le prince Yasuhito de Chichibu (grand-oncle du prince Fumihito d'Akishino, un des fils de l'empereur Taishō), en 1995.

## Titulature
- 30 novembre 1965 - 28 juin 1990 : Son Altesse Impériale le prince Fumihito, prince d'Aya (naissance) ;
- 28 juin 1990 - 30 avril 2019 : Son Altesse Impériale le prince Fumihito, prince d'Akishino (mariage) ;
- Depuis le 1er mai 2019 : Son Altesse Impériale le prince Fumihito d'Akishino, prince héritier.

## Distinctions
- Grand-croix de l'ordre d'Isabelle la Catholique